# Transparência (arte)

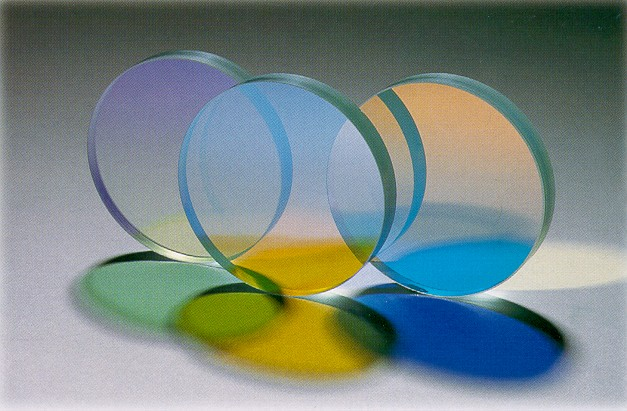
Espelhos dicróicos.

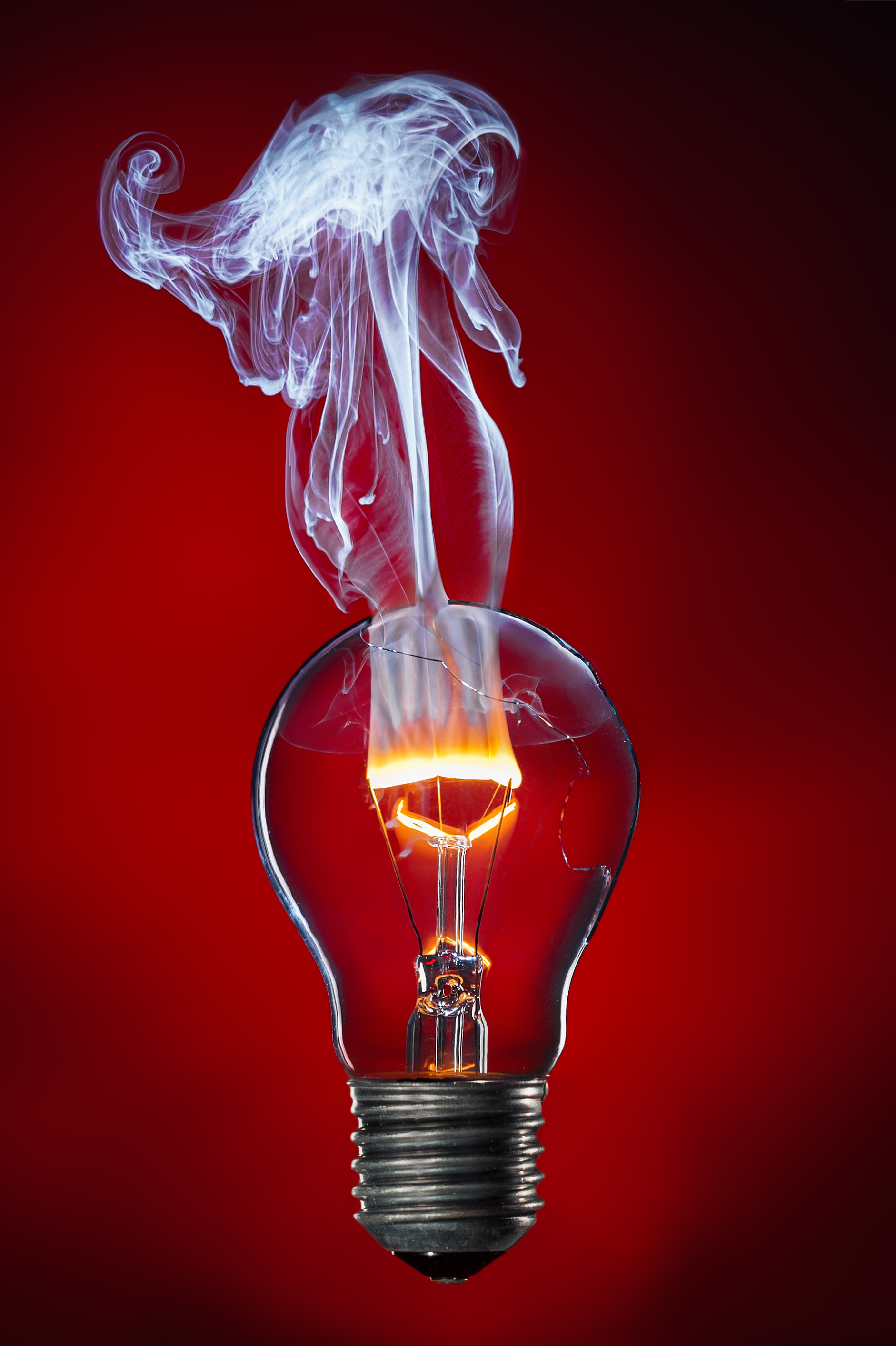
Transparência do vidro e da fumação (Commons: imagem do ano de 2013).

A transparência é um método de profundidade espacial, nas artes visuais, que pode ser obtido ao colocar-se um objeto transparente diante de outro. É uma variação da sobreposição. Cada material tem um índice de refração, que altera o modo como a luz os trespassa. 
Softwares gráficos podem se referir à transparência através do parâmetro opacidade.

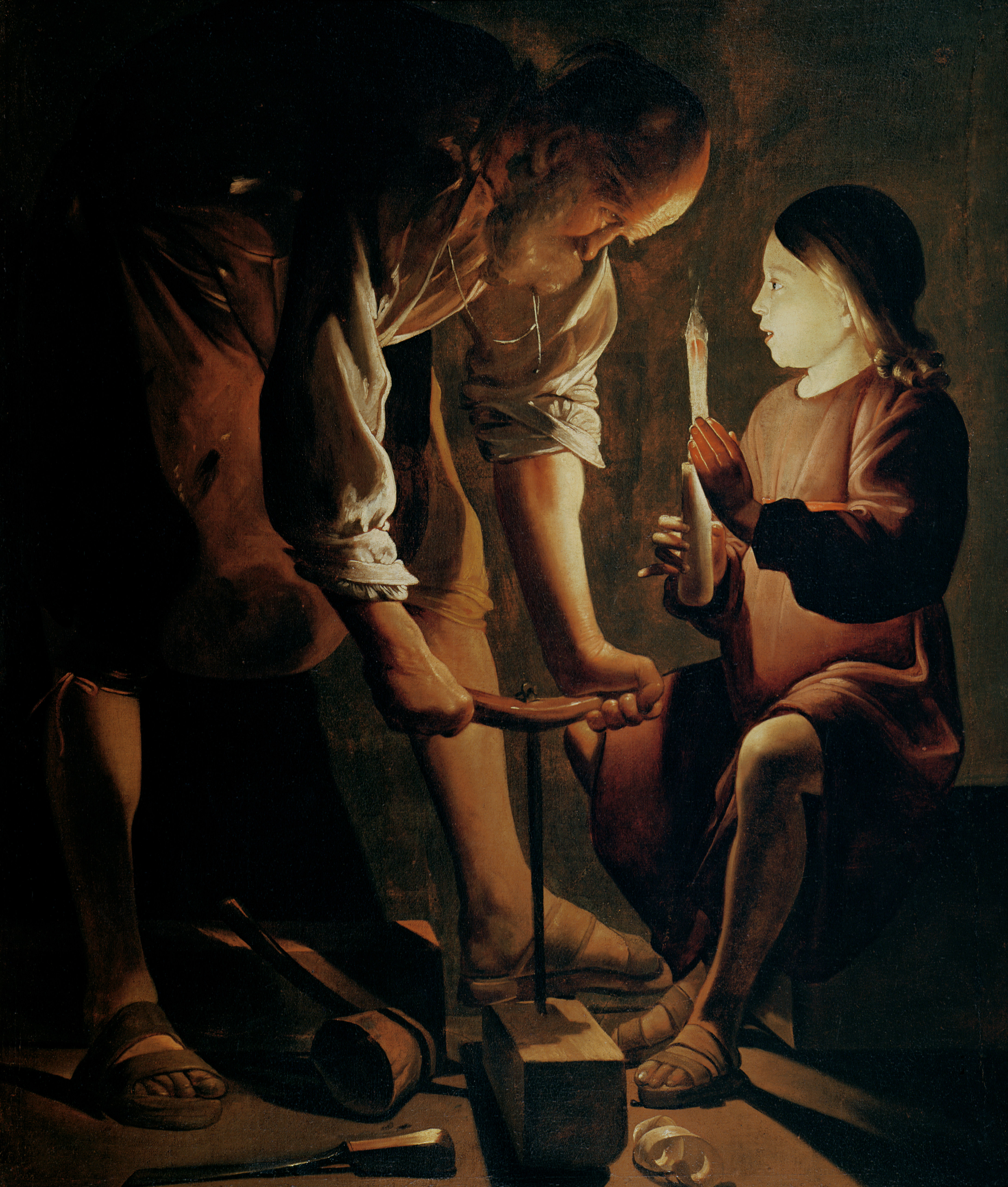
La Tour usa a técnica na mão da menina que segura a vela.
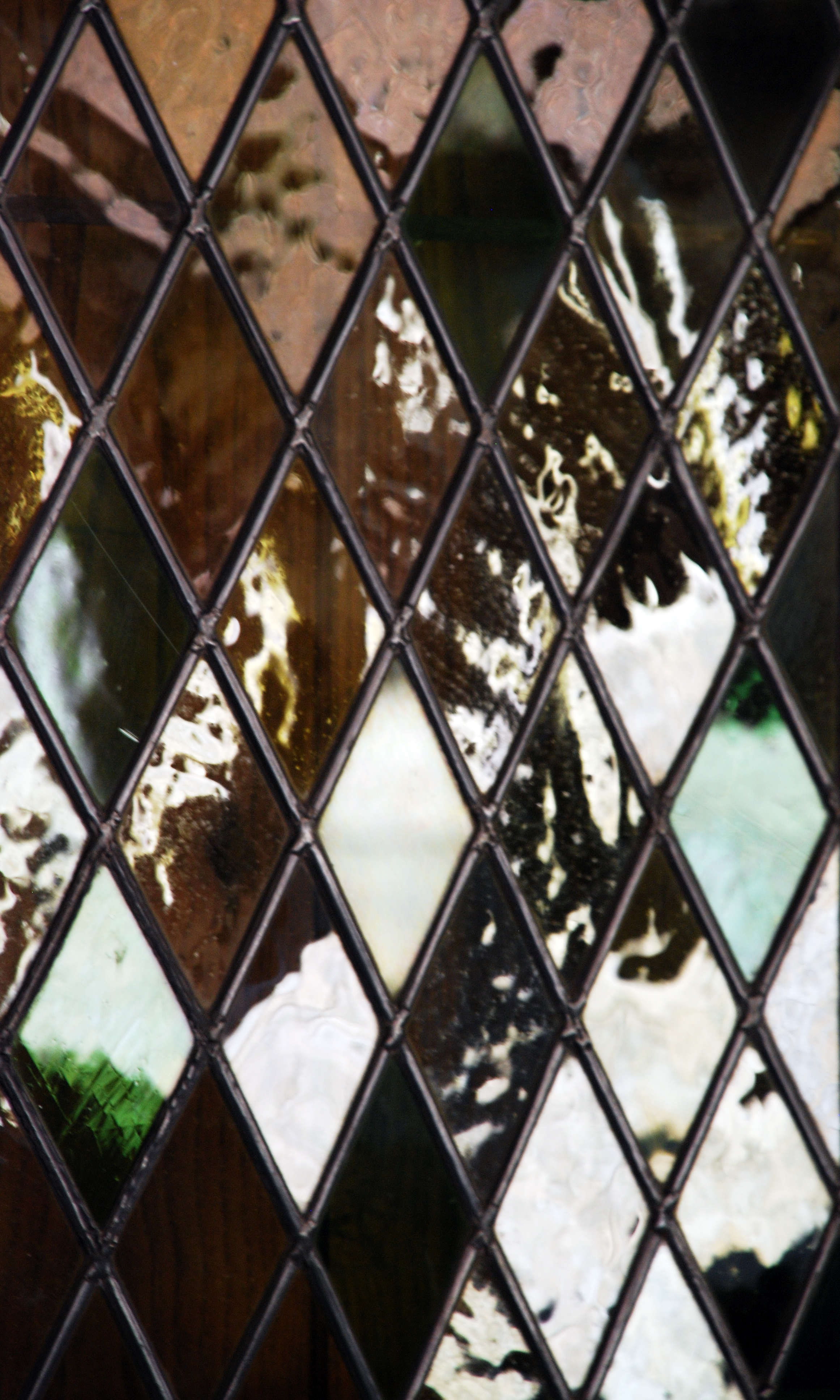
Vidro monocromático usado na arquitetura como textura de uma janela.
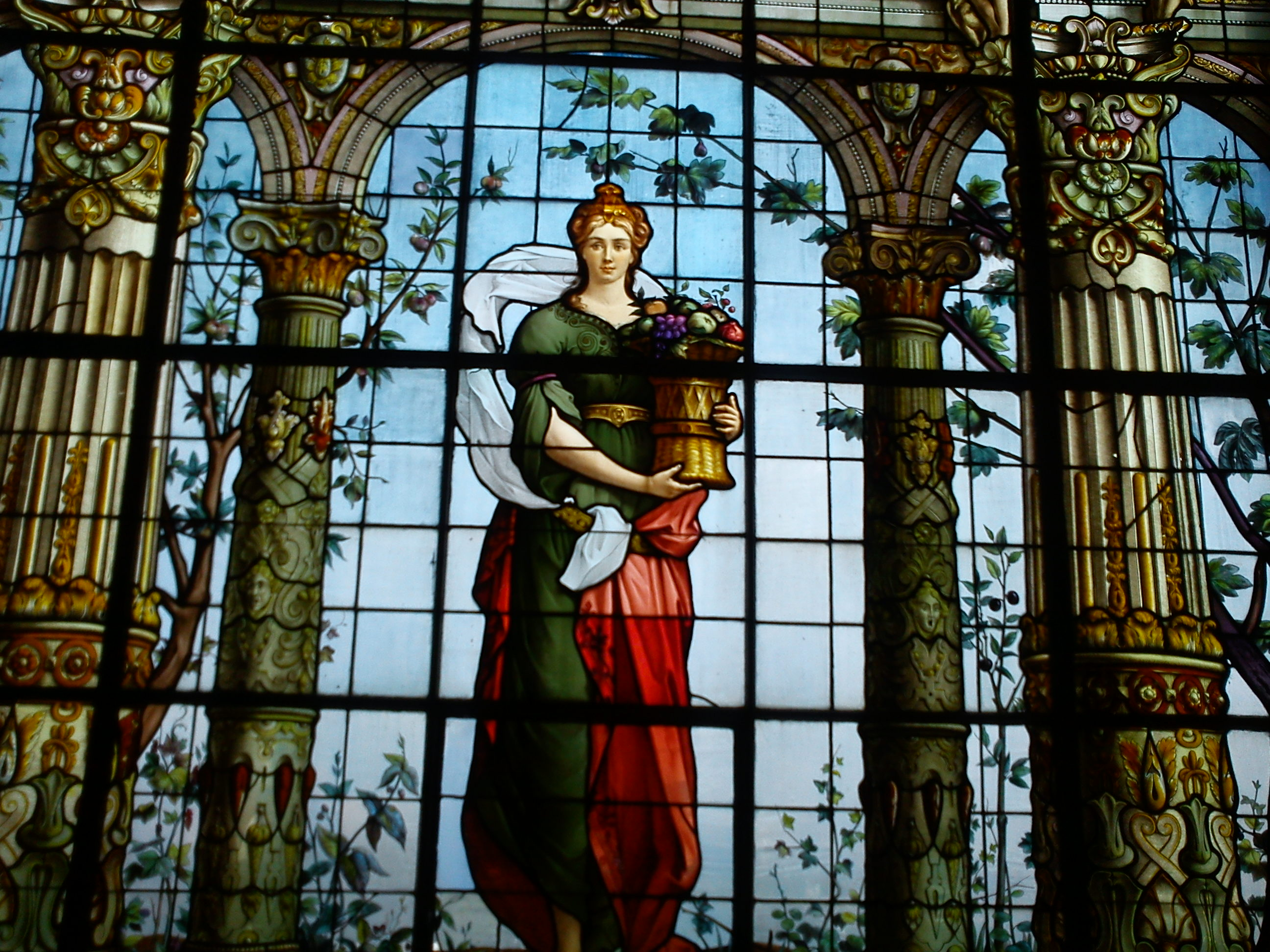
Vitrais trabalham com transparências coloridas.